# Џон Зерзан
Џон Едвард Зерзан (/ˈ з ɜːр з ә н / ; 10. август 1943) амерички је анархиста и примитивистички екофилозоф и писац. Његови радови критикују пољопривредну цивилизацију као инхерентно опресивну и заговарају ослањање на начин живота ловаца-сакупљача као инспирацију за то како би слободно друштво требало да изгледа. Предмети његове критике укључују припитомљавање, језик, симболичку мисао и концепт времена.

## Биографија
Зерзан је рођен у Сејлему у Орегону и чешког је и словачког порекла. Дипломирао је политичке науке на Универзитету Стенфорд 1966. године. Од 1967. до 1970. Зерзан је радио као синдикални организатор Синдиката запослених у социјалној служби у Сан Франциску. Зерзан се вратио на студије и магистрирао историју на Државном универзитету у Сан Франциску 1972. Завршио је курс за докторат на Универзитету Јужне Калифорније али је одустао 1975. пре него што је завршио своју дисертацију.
Године 1966, Зерзан је ухапшен док је изводио грађанску непослушност на маршу против Вијетнамског рата у Берклију и провео је две недеље у затвору округа Контра Коста. Зарекао се да након пуштања на слободу никада више неће бити добровољно ухапшен. Присуствовао је догађајима које су организовали Кен Кези и Мери Пренкстерс и конзумирао је психоделичке дроге и био увезан са музичком сценом у квартовима Сан Франциска.
Крајем 1960-их радио је као социјални радник у одељењу за социјалну заштиту града Сан Франциска. Помогао је у организовању синдиката социјалних радника, ССЕУ, и изабран је за потпредседника 1968, а за председника 1969. Локална ситуационистичка група Contradiction осудила га је као левичарског бирократу.
Зерзан је постао познатији током суђења Теду Качинском. Након што је прочитао манифест Јунабомбера, Зерзан је отишао у Колорадо да прати суђење и састане се са Качинским између суђења. Новинар Њујорк тајмса заинтересовао се за Зерзанове симпатије и објавио интервју који је подигао његову препознатљивост. Качински се на крају дистанцирао од Зерзана и анархо-примитивиста са уверењем да су левичарски циљеви дистракција.
Зерзан је био повезан са анархистичком сценом Јуџина, Орегон.

## Изабрана дела

### Књиге и памфлети
- When We Are Human: Notes From The Age Of Pandemics, July 2021.
- A People's History of Civilization, April 20, 2018
- Time and Time Again. Detritus Books, 2018.
- Why hope? The Stand Against Civilization. Feral House, 2015.
- Future Primitive Revisited. Feral House, May 2012.
- Origins of the 1%: The Bronze Age pamphlet. Left Bank Books, 2012.
- Origins: A John Zerzan Reader. Joint publication of FC Press and Black and Green Press, 2010.
- Twilight of the Machines. Feral House, 2008.
- Running On Emptiness. Feral House, 2002.
- Against Civilization (editor). Uncivilized Books, 1999; Expanded edition, Feral House, 2005.
- Future Primitive. Autonomedia, 1994.
- Questioning Technology (co-edited with Alice Carnes). Freedom Press, 1988; 2d edition, New Society, (1991)  978-0-900384-44-8
- Elements of Refusal. Left Bank Books, 1988; 2d edition, C.A.L. Press, 1999.

### Чланци
- Telos 141, Second-Best Life: Real Virtuality. New York: Telos Press Ltd., Winter 2007.
- Telos 137, Breaking the Spell: A Civilization Critique Perspective. New York: Telos Press Ltd., Winter 2006.
- Telos 124, Why Primitivism?. New York: Telos Press Ltd., Summer 2002.
- Telos 60, Taylorism and Unionism: The Origins of a Partnership. New York: Telos Press Ltd., Summer 1984.
- Telos 50, Anti-Work and the Struggle for Control. New York: Telos Press Ltd., Winter 1981–1982.
- Telos 49, Origins and Meaning of World War I. New York: Telos Press Ltd., Fall 1981.
- Telos 28, Unionism and the Labor Front. New York: Telos Press Ltd., Summer 1978.
- Telos 27, Unionization in America. New York: Telos Press Ltd., Spring 1976.
- Telos 21, Organized Labor versus The Revolt Against Work: The Critical Contest. New York: Telos Press Ltd., Fall 1974.